# Avenza
Avenza is een plaats (frazione) in de Italiaanse gemeente Carrara.